# 特維格號驅逐艦 (DD-127)
特維格號驅逐艦（舷號DD-127），轉交予英國後更名為利明頓號，再轉交蘇聯時命名為熾熱號，是一艘美國海軍建造的驅逐艦，為維克斯級驅逐艦的53號艦。她是美軍第一艘以特維格為名的軍艦，以紀念1812年戰爭時期的海軍陸戰隊軍官利維·特維格（Levi Twiggs）。
特維格號在1918年於紐約造船廠開始建造，在同年下水，於1919年服役，其時第一次世界大戰已經結束。稍後特維格號派往太平洋服役，在1922年退役封存。1930年特維格號重返現役，留在太平洋的戰鬥部隊，於1937年再次退役。第二次世界大戰爆發後，特維格號重新服役，並在1940年按租借法案轉交英國皇家海軍，更名為利明頓號。此後利明頓號主要負責護航商船，並曾轉到皇家加拿大海軍名下，期間先後擊沉德國U-207及U-587號潛艇。1944年利明頓號退役除籍，轉手予蘇聯海軍，更名為熾熱號。蘇聯於1950年將熾熱號送返英國拆解。